# 1926 en Lorraine
Chronologie de la Lorraine
- 1922
- 1923
- 1924
- 1925
- 1926
- 1927
- 1928
- 1929
- 1930

Cette page est une liste d'événements qui se sont produits durant l'année 1926 en Lorraine.

## Événements

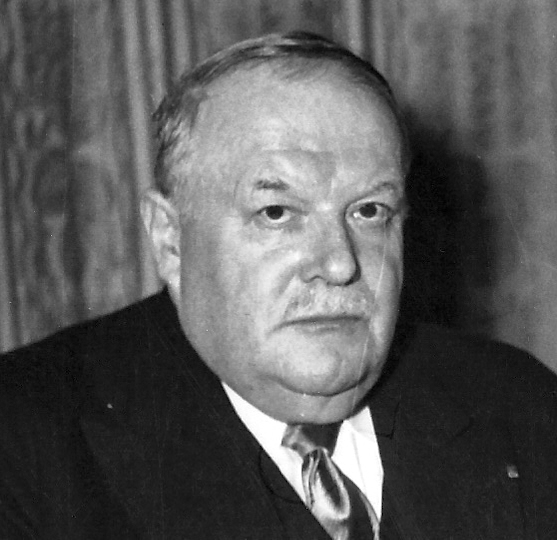
Marcel Arnould

- André Barbier, membre de l'Alliance démocratique, est élu député à la faveur d'une élection législative partielle et conserve son siège jusqu'en 1932. Battu aux élections législatives de cette année, il patiente jusqu'en 1934 pour retrouver un siège de parlementaire, comme sénateur des Vosges.
- La Basilique du Bois-Chenu, initialement dédiée à saint Michel est consacrée à Jeanne d'Arc[1].
- Création de l'ASPTT Nancy premier club omnisports de Lorraine[2].

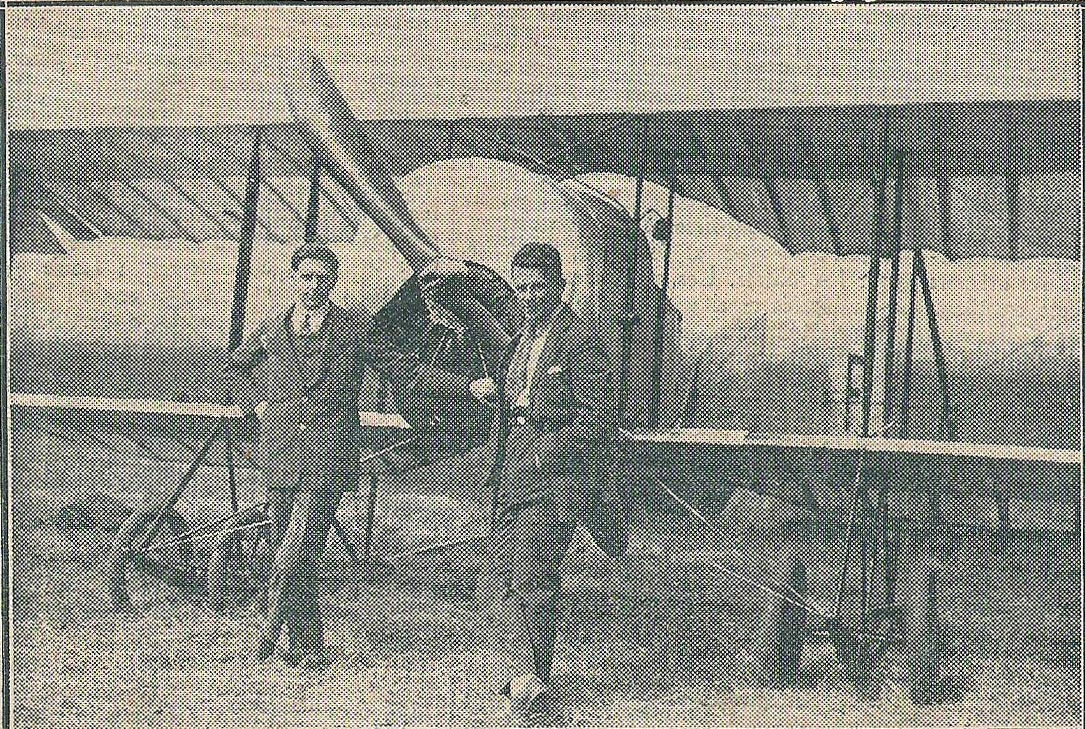
Christian Moench pilote nancéien.

- 14 mars : Maurice Flayelle est élu au Sénat, au second tour, à la mort de Méline, à 70 ans.
- Mai : les escadrilles de la base d'Essey-les-Nancy sont transférées vers le nouvel aéroport[3]. Fin de l'utilisation du plateau de Malzéville comme aérodrome militaire.
- 5 juin, Alsace-Lorraine : manifeste du Heimatbund[4],[5].
- 22 juin : la 2ème étape du tour de France arrive à Metz. Le départ avait été donné à Mulhouse[6].
- 24 juin : le tour de France part de Metz en direction de Dunkerque[6].
- 8 août : inauguration du stade du pont d'Essey, actuellement nommé stade Marcel-Picot, par un meeting d'athlétisme[7].
- Septembre : Raymond Poincaré, Président du Conseil décide, pour des raisons d'économies, la suppression des arrondissements de Mirecourt et de Remiremont[8].
- 28 novembre : Lors des élections législatives partielles destinées à pourvoir les sièges de Maurice Flayelle et d'Édouard Mathis, Marcel Arnould est élu sur une liste républicaine indépendante d'anciens combattants.
- 4 décembre : le nouveau bâtiment des Magasins Réunis, place Thiers à Nancy, s'effondre la veille de son inauguration[9].

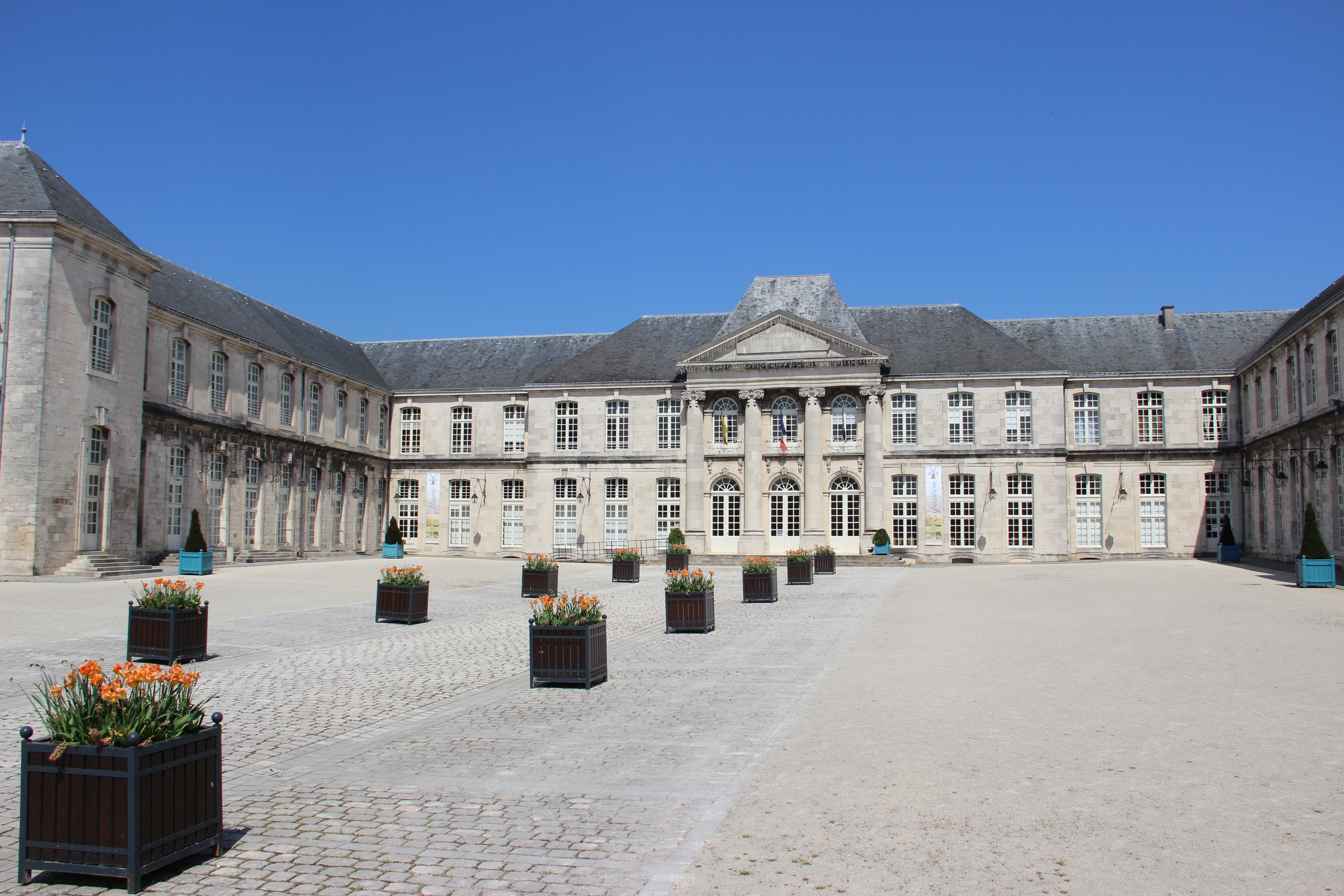
Château de Commercy.

## Inscriptions ou classements aux titre des monuments historiques
- En Meurthe et Moselle : Prieuré de Froville[10]; Église Saint-Jacques de Lunéville[11]; Abbaye de Sainte-Marie-au-Bois[12]; Université de Pont-à-Mousson[13]
- En Meuse : Château Stanislas à Commercy[14]; Église Saint-Pantaléon de Commercy[15], Ancienne synagogue de Commercy[16], Maison 6 rue des Moulins à Commercy[17]; Prieuré de Breuil à Commercy[18]; Abbaye Saint-Paul de Verdun[19]; Maison dite du Pape Jules II à Verdun[20]
- En Moselle : Caserne du Cloître de Metz[21]
- Dans les Vosges : Église Saint-Nicolas de Charmes[22]; Maison des Loups (Charmes)[23]; Église Saint-Epvre de Contrexéville[24]; Source du Crucifix[25]; Commanderie de Xugney[26]; Église Sainte-Marguerite de Sainte-Marguerite[27]; Église Saint-Élophe de Saint-Élophe[28]

## Naissances

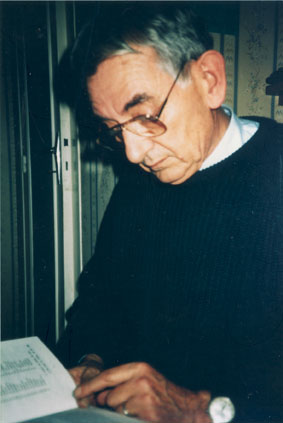
Michel Grosclaude.

- 24 février à Bouligny : Paul Bartoletti, mort le 17 octobre 1985 à Arcachon, joueur de rugby à XV et de rugby à XIII international français, évoluant au poste de deuxième ligne ou troisième ligne.
- 5 mars aux Vallois : Paul Pierrat, mort le 28 novembre 1990 à Saint-Dié-des-Vosges[29], prêtre diocésain et archéologue amateur français. Il est à l'origine d'un vaste mouvement de sauvegarde du patrimoine dans le sud-ouest vosgien.
- 17 mars à Pont-Saint-Vincent : Pierre Cortellezzi, organiste français, décédé à Nancy le 20 novembre 2015[30], titulaire du grand orgue de la cathédrale de Nancy.
- 1 avril à Metz : François Boulangier, philatéliste français spécialisé dans la collection des timbres-poste britanniques à l'effigie d'Élisabeth II et dessinés par Arnold Machin.
- 9 avril à Metz : Rosette Bir, née Rosa Pacanowski, morte le 19 juin 1993 à Villeron, sculptrice française, qui a exercé à Montreuil, dans la région parisienne.
- 17 avril à Varangéville : Anne Perry-Bouquet, nom de plume de Marie-Louise Saltel, morte le 3 septembre 2018 à Lunéville[31],[32], professeur de lettres [33] et écrivain français auteur de romans, nouvelles, pièces de théâtre et fictions radiophoniques.
- 28 avril à Metz : Micheline Marthe Boudet, comédienne française, sociétaire honoraire de la Comédie-Française.
- 13 mai à Pont-à-Mousson : Primo Basso [34], (décédé le 18 septembre 2010[34] à Laxou[35]), professeur, traducteur, romancier et auteur de théâtre[36].
- 26 juin à Toul : Jacques Dumarçay, mort le 22 novembre 2020 à Saint-Rémy les Chevreuse, architecte issu de l’École des Beaux-arts de Paris dans l’atelier de Georges Labro. Il a exercé en Asie du Sud-Est, en Afghanistan, en Inde au Pakistan et en Indonésie. Mais, l'essentiel de sa carrière s'est déroulée au Cambodge à Angkor avec de l'École française d'Extrême-Orient et en Indonésie sur le temple de Borobudur. À Angkor, de 1964 à 1967, il travaille auprès de Bernard-Philippe Groslier Conservateur d'Angkor qu'ils sont contraints quitter, à leur grand regret, avec la prise de pouvoir des khmers rouges en 1971.
- 8 juillet à Nancy : Michel Grosclaude (décédé en 2002), philosophe et linguiste français, auteur de travaux de grammaire, de lexicologie et d'onomastique occitane.
- 19 juillet, à Toul : Serge Beaumont (décédé dans le massif du Djebel Mouadjène (Algérie), mort pour la France, 29 avril 1958) est un officier parachutiste français. Son nom a été donné à la 192e promotion de Saint-Cyr (2005-2008).
- 24 juillet à Saint-Dié-des-Vosges : Jacques Thirion, mort le 19 mars 2007 à Paris, historien, spécialiste de l'art médiéval et de la Renaissance.
- 10 août à Auboué : Louis Devoti, mort le 6 août 2020 à Jœuf[37],[38], ancien joueur français de basket-ball. Il évoluait au poste d'arrière.
- 21 août à Metz : René Guthmuller, footballeur français. Il meurt le 7 avril 2012, à 85 ans[39]. Les supporters du FC Metz le surnommaient Schnouki. Il était international B.
- 28 août à Blâmont : Antoine Veil, mort le 11 avril 2013 à Paris, est un entrepreneur, homme politique et haut fonctionnaire français.
- 29 août à Longwy : Antoine Porcu, mort le 1er mars 2017, est un homme politique français, membre du PCF.
- 4 septembre à Étain (Meuse) : Léon Caurla, né Léa Caurla, mort le 2 mars 2002[40] dans la même ville, était un athlète français spécialiste du 100 m et 200 m féminin. Il fut en particulier 3e au championnat d'Europe d'Oslo en 1946 sur 200 m.
- 13 septembre à Lezey : Rémi Cabocel, mort le 22 octobre 2009 à Dieuze, homme politique français.
- 12 octobre à Nancy : Marcel Martin, mort le 4 juin 2016 à Paris[41],[42], est un critique et historien du cinéma français.

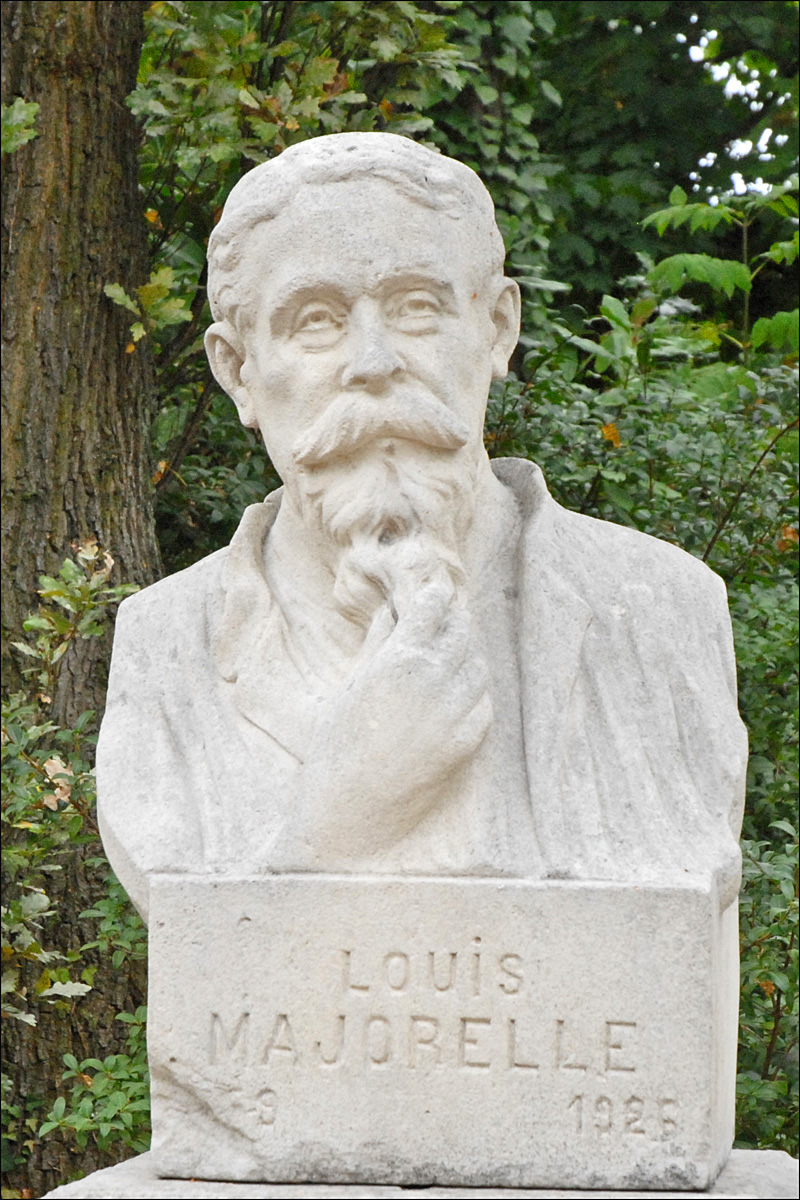
Buste de Louis Majorelle (musée de l'École de Nancy).

- 15 octobre à Bruyères : Roland Schweitzer, architecte et urbaniste français, mort le 7 août 2018[43],[44].
- 25 octobre à Nancy : Charles Gottlieb, mort le 8 mai 2015 à Cagnes-sur-Mer, résistant français, torturé, déporté et survivant de la Shoah.
- 29 novembre à Nancy : Jean Ducos De La Haille, joueur français de tennis. Il atteint la finale de la zone Europe à la Coupe Davis 1954.
- 26 décembre à Trémery : Jean-Marie Pirot, plus connu sous le nom d'Arcabas, mort le 23 août 2018 à Saint-Pierre-de-Chartreuse (Isère), peintre et sculpteur français reconnu en France et à l'étranger entre autres, pour son importante production dans le domaine de l'art sacré contemporain.

## Décès
- 15 janvier à Nancy : Louis-Jean-Sylvestre Majorelle, usuellement Louis Majorelle (né à Toul, 26 septembre 1859), ébéniste et décorateur français du mouvement Art nouveau de l'École de Nancy, dont il fut également vice-président.
- 10 juin à Maxéville : Camille Cavallier, né le 19 mai 1854 à Pont-à-Mousson, était un magnat industriel de la sidérurgie lorraine du début du XXe siècle, qui a dirigé et fortement développé le groupe Pont-à-Mousson (aujourd'hui Saint-Gobain), notamment à l'international[45].
- 21 juin à Nancy: Paul Souriau, né le  21 octobre 1852 à Douai[46], philosophe français connu pour ses travaux sur la théorie de l'invention et l'esthétique.
- 2 juillet à Nancy : Émile Coué de La Châtaigneraie, né le 26 février 1857 à Troyes[47], psychologue et pharmacien français, auteur d’une méthode de guérison et de développement personnel (la méthode Coué) fondée sur l’autosuggestion. Il explora au sein de la psychologie moderne des voies originales et nouvelles et fut un précurseur de la psychologie comportementale et de la pensée positive, et un expérimentateur de l'effet placebo.
- 26 septembre à Volmunster : Marie-René-Jean de Bertier de Sauvigny (né le 31 octobre 1877 à Saint-Mihiel), militaire et homme politique français.
- 14 octobre à Nancy (Meurthe-et-Moselle) : Édouard Mathis, homme politique français né le 8 décembre 1860 à Ville-sur-Illon (Vosges).